# 揚卡內洛湖

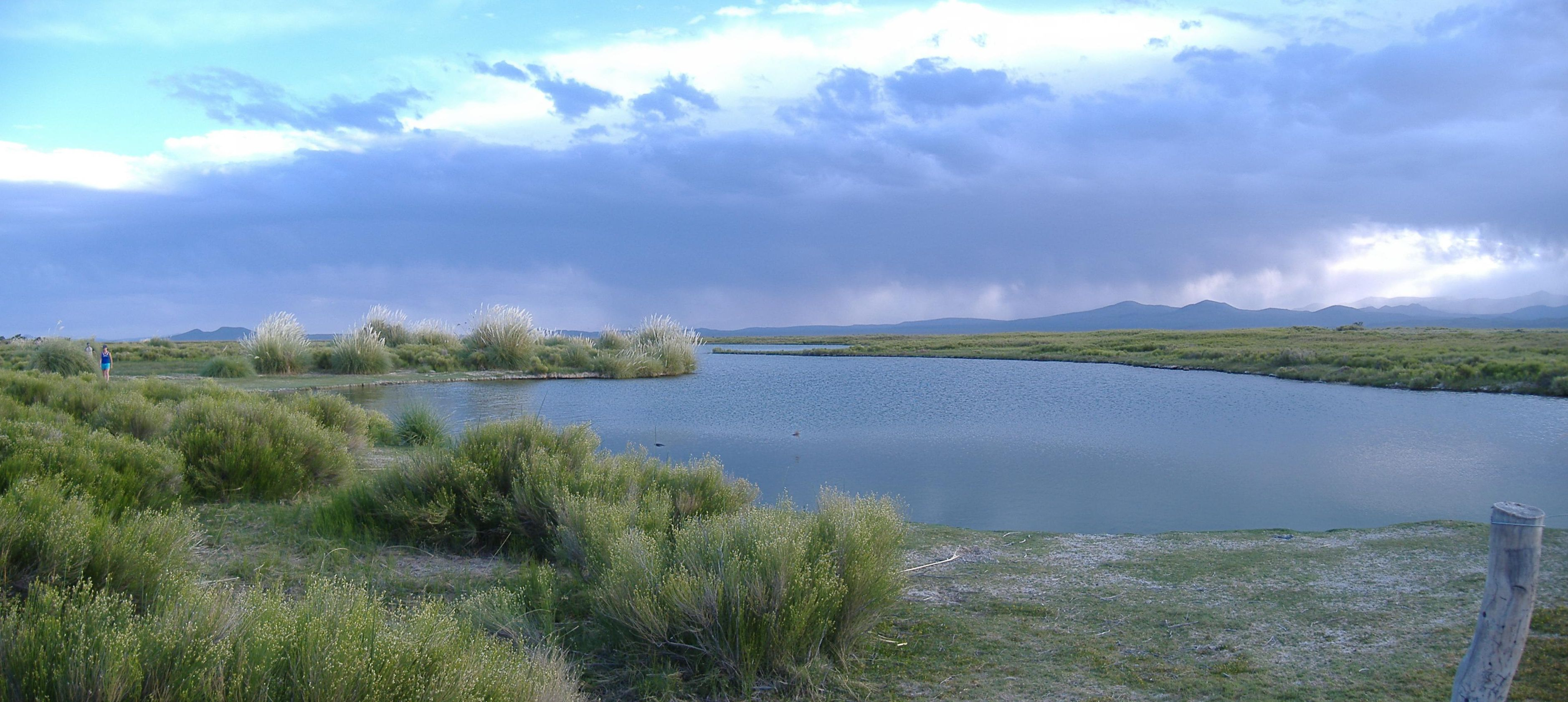
揚卡內洛湖

揚卡內洛湖（西班牙語：Laguna de Llancanelo）是阿根廷的湖泊，由門多薩省負責管轄，距離馬拉圭75公里，面積650平方公里，海拔高度1,280米，該地區有164種鳥類、2種兩棲類動物、5種魚類、8種爬蟲類動物和25種哺乳類動物。

## 外部連結
- Laguna de Llancanelo — Information sheet on Ramsar Wetlands.
- （西班牙文） Laguna de Llancanelo （页面存档备份，存于） at PatrimonioNatural.com.

35°37′20″S 69°08′33″W / 35.62222°S 69.14250°W